# Carlo Bovio
Carlo Bovio, auch Carlo Bovi (* 1576/1577 in Bologna; † 24. März 1646) war ein italienischer römisch-katholischer Geistlicher und Bischof von Sarsina.

## Leben
Er schloss seine Studien als Doctor iuris utriusque und wurde Kanoniker an der Kathedrale San Pietro in Bologna. Im Januar 1622 empfing er die Priesterweihe und wurde zum Bischof von Bagnoregio ernannt. Die Bischofsweihe spendete ihm am 30. Januar desselben Jahres der Erzbischof von Bologna Kardinal Ludovico Ludovisi; Mitkonsekratoren waren Galeazzo Sanvitale, vormaliger Erzbischof von Bari e Canossa, und Alfonso Gonzaga, Titularerzbischof von Rhodos.
Papst Gregor XV. ernannte ihn am 12. Juni 1623 zum Inquisitor für Malta, doch erwies er sich mangels diplomatischen Geschicks als nicht sonderlich geeignet für diese Position. Carlo Bovio verließ Malta Ende Juli 1624 und wurde 1635 Bischof von Sarsina, was er bis zu seinem Tode blieb.